# Jorge Garbajosa
Jorge Garbajosa Chaparro Jr. (* 19. prosince 1977 Torrejón de Ardoz) je bývalý španělský basketbalista. Se španělskou mužskou basketbalovou reprezentací vyhrál mistrovství světa v roce 2006 a mistrovství Evropy v roce 2009. Z Eurobasketu má navíc dvě stříbra (2003, 2007) a jeden bronz (2001). Získal též stříbro na olympijských hrách v Pekingu roku 2008. Se španělským klubem Saski Baskonia vyhrál v roce 1996 Pohár vítězů pohárů, druhou nejprestižnější evropskou klubovou soutěž. V letech 2006–2008 hrál NBA, v dresu Toronto Raptors. V roce 2016 byl zvolen prezidentem Španělské basketbalové federace. V roce 2006 byl zvolen nejlepším basketbalistou Evropy v anketě Mr. Europa (pořádané italským týdeníkem Superbasket).